# Leonor Silveira
Leonor Silveira, właśc. Leonor da Silveira Moreno de Lemos Gomes (ur. 28 października 1970 w Lizbonie) – portugalska aktorka filmowa.

## Życiorys
Studiowała na Uniwersytecie Lizbońskim. Jest ikoną twórczości reżysera Manoela de Oliveiry. Występowała też w filmach takich reżyserów jak: João Botelho, Joaquim Pinto i Vicente Jorge Silva.
Zasiadała w jury sekcji „Cinéfondation” na 62. MFF w Cannes (2009).

## Wybrana filmografia
- Os Canibais (1988)
- Non, ou a Vã Glória de Mandar (1990)
- A Divina Comédia (Boska komedia, 1991)
- Vale Abraão (1993)
- O Convento (Klasztor, 1995)
- Party (1996)
- Viagem ao Princípio do Mundo (1997)
- Inquietude (1998)
- A Carta (1999)
- Palavra e Utopia (2000)
- O Princípio da Incerteza (2001)
- Um Filme Falado (Ruchome słowa, 2003)